# Fotojournalist
En fotojournalist arbejder primært med visuel journalistik i form af fotografier. Derudover skriver de også artikler.
Fotojournalister uddannes på Danmarks Journalisthøjskole på Fotojournalistlinjen.

## Ekstern henvisning
- Fotojournalist på Danmarks Journalisthøjskole Arkiveret 1. oktober 2009 hos  Wayback Machine